# Сапак (Аральський район)
Сапа́к (каз. Сапақ) — станційне селище у складі Аральського району Кизилординської області Казахстану. Адміністративний центр Сапацького сільського округу.
Населення — 488 осіб (2021; 494 у 2009, 357 у 1999, 338 у 1989).